# 伊加拉帕瓦
伊加拉帕瓦是巴西圣保罗州的一个市镇。总面积467.112平方公里，总人口28587人，人口密度61.2人/平方公里。